# Släpper inte taget
"Släpper inte taget" är en svensk dansbandslåt från 2001, skriven av Kent Mattsson och Mia Larsson. Låten spelades in av Hedez och utgavs som singel utan B-sida år 2001.
Låten tog sig in på Svensktoppens femte plats den 15 december 2001 och låg ytterligare en vecka på plats sju innan den lämnade listan.

## Låtlista
1. "Släpper inte taget" (Kent Mattsson, Mia Larsson)

## Mottagande
"Släpper inte taget" röstades av radioprogrammet I afton dans lyssnare fram som 2001 års bästa dansbandslåt.
I en krönika i Aftonbladet kallade Michael Nystås låten för en "fartfylld dansgolvsrökare". Han fortsatte: "Det är en okej, rak treminutare, men inte mer. Att samma låt röstades fram som årets bästa av lyssnare till radions "I afton dans" är märkligt med tanke på att 2001 bjöd på så mycket annan, bättre dansmusik."